# Teodoro Files
Teodoro Files (en griego: Θεόδωρος Φιλῆς) fue un noble bizantino y gobernador de Tesalónica a mediados del siglo XIII.
Teodoro es primer miembro notable de la familia Files. Fue nombrado gobernador de Tesalónica por el emperador de Nicea, Juan III Ducas Vatatzés, en algún momento entre 1248 y 1252, cuando su anterior gobernador, Andrónico Paleólogo, murió.  Este puesto, al parecer designado con el título de pretor, implicaba un amplio mandato, que abarcaba la autoridad militar, fiscal y judicial sobre las tierras y ciudades de Macedonia que se encontraban en manos nicenas.
Durante su gobierno, Files había desairado al heredero niceno, Teodoro II Láscaris, quien ahora se convertía en su enemigo declarado. Cuando Teodoro II ascendió al trono en 1254, Files y otro líder noble, Constantino Estrategopoulos, fueron cegados bajo las órdenes del emperador por lesa majestad. Fue sucedido como pretor en Tesalónica por el historiador Jorge Acropolita.
Consecuentemente Files y su familia se convirtieron en partidarios de la oposición aristocrática alrededor de Miguel Paleólogo, y después de la muerte de Teodoro II en 1258 lo apoyaron en su intento por el control del imperio contra el regente, Jorge Muzalon. En 1259, Miguel Paleólogo, ahora emperador, envió a Files en una misión diplomática a la corte epirota de Miguel II Comneno Ducas, pero no consiguió ningún resultado.
Teodoro Files tenía un hijo, Alejo Files, quien después sería gran doméstico.